# Hochzeiterer
Der Hochzeiterer oder Jüngling ist einer der noch zehn vorhandenen Moriskentänzer, die 1480 von Erasmus Grasser geschnitzt wurden. Die Originalfiguren waren im Tanzsaal des Alten Rathaus in München ausgestellt und sind jetzt im Münchner Stadtmuseum zu besichtigen.
Der Hochzeiterer wurde mit vier anderen Statuen schon 1843 entfernt und nach Italien an die Familie Pallavicin-Barrocco in der Villa Rocca bei Cremona verkauft. 1887 wurden dieselben wieder von der Stadt München für 8000 Franks (damals ca. 6634 Mark) zurückgekauft, man ließ jedoch schon 1861 Kopien aus Gips von Keim anfertigen und im Tanzsaal anbringen.
Der Hochzeiterer ist auch in Stichen von Israel Meckenem und auf den Reliefs des Innsbrucker Goldenen Dachl zu erkennen. 1928 wurde der Hochzeiterer bis aufs Holz abgelaugt und neu gefasst.

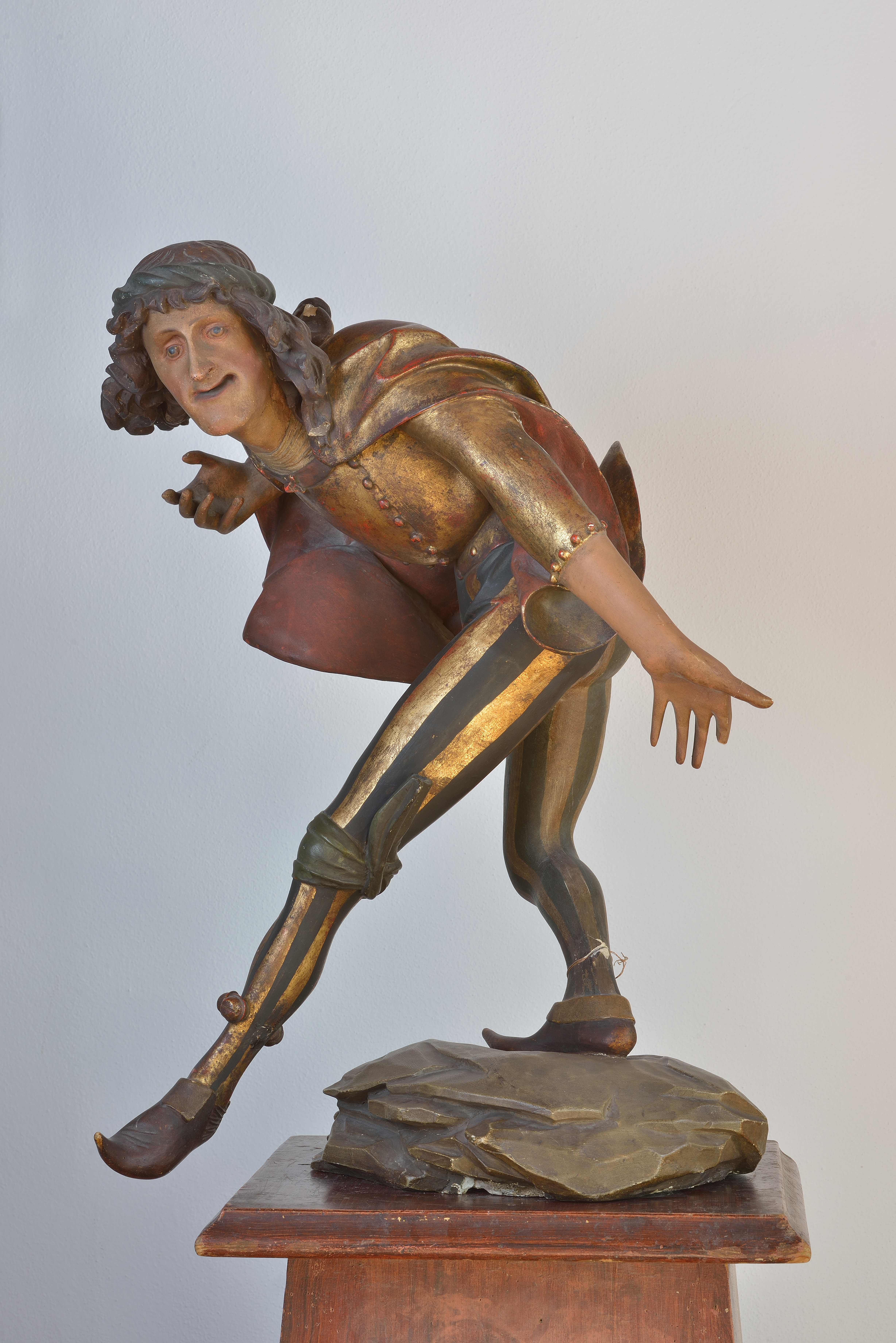
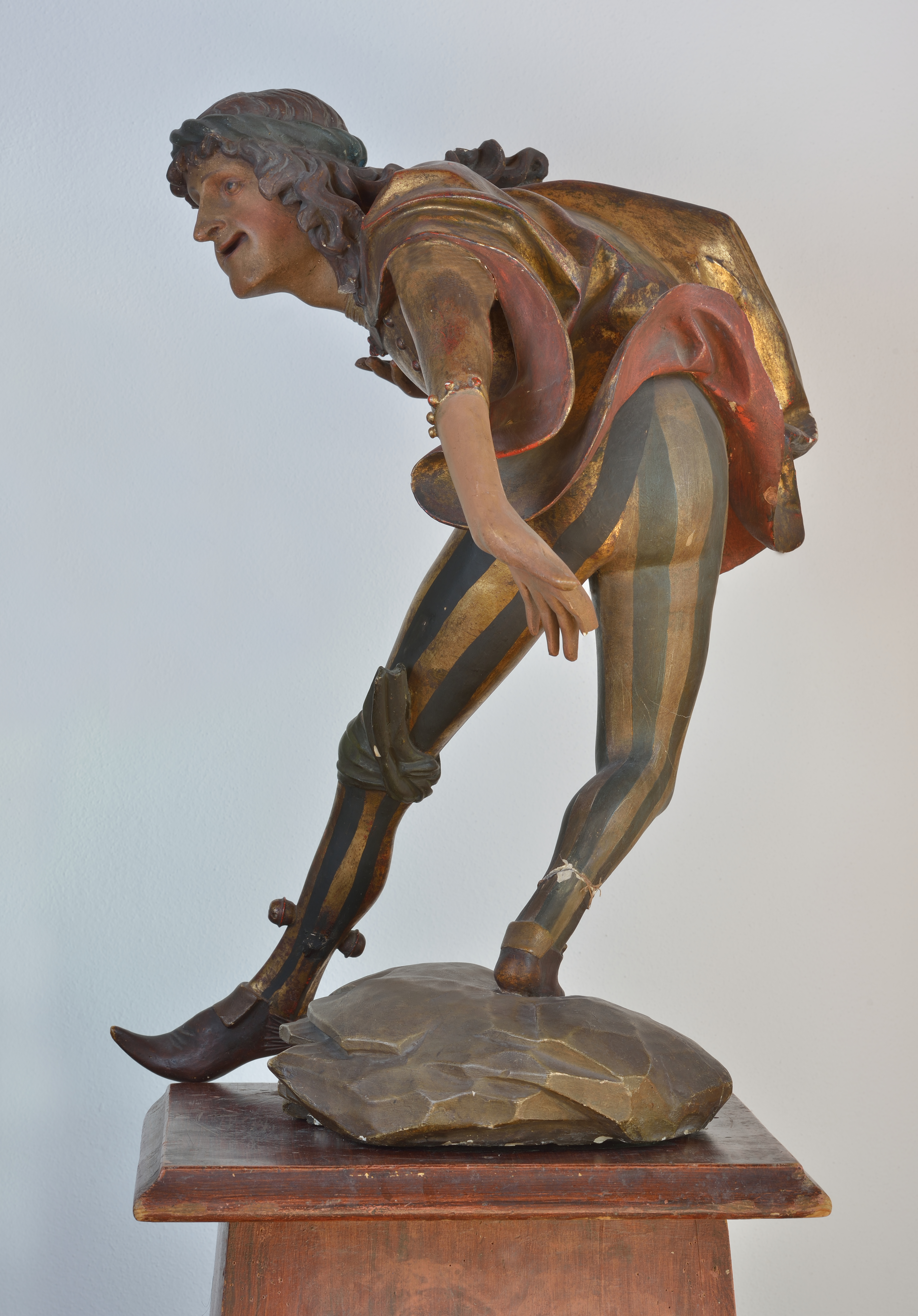
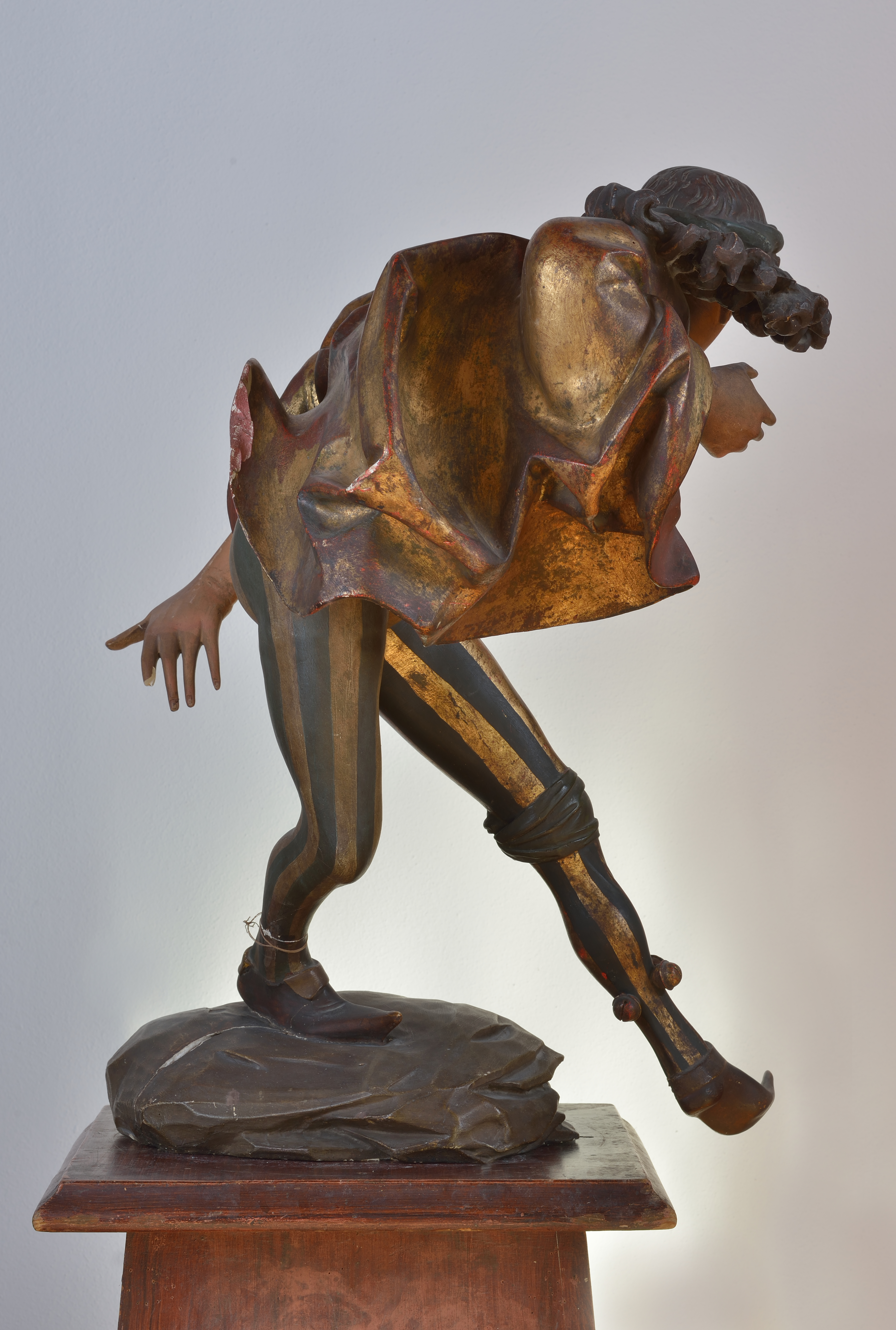
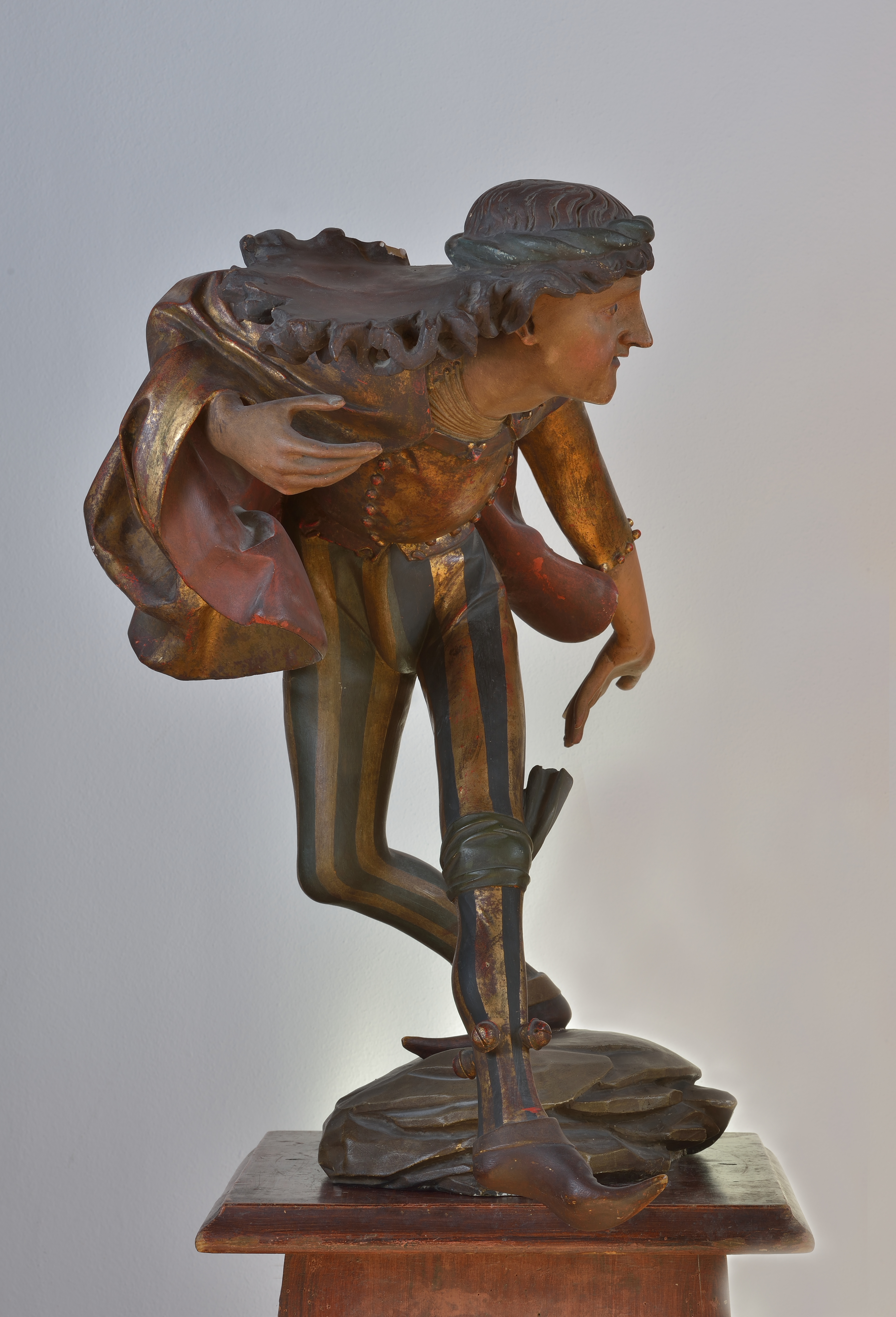

Gipskopie in Originalgröße 61,5 cm des Hochzeiterers wahrscheinlich um 1861 von Keim erstellt. Die Fassung dieser Kopie mit grün-gold gestreiftem Beinkleid entspricht nicht dem in  1928 neu gefassten Original.